# HD 82543
HD 82543，又名BD+02 2217，SAO 117757、HR 3794，是一颗恒星，视星等为6.11，位于銀經232.17，銀緯36.18，其B1900.0坐标为赤經9h 27m 31.2s，赤緯+2° 36.18′ 25″。